# Земетресение в Индийския океан (26 декември 2004)
Земетресението в Индийския океан е трус с магнитуд между 9 и 9,3 по скалата на Рихтер с епицентър близо до северозападния бряг на о-в Суматра, Индонезия, предизвикало разрушителни вълни цунами. Земетресението удря в 00:58:53 UTC (07:58:53 местно време) на 26 декември 2004 г. То е сред най-силните регистрирани земетресения изобщо.

## Земетресение
Това е плиткофокусно земетресение, което означава, че хипоцентърът е на сравнително малка дълбочина в земната кора – около 10 – 20 км. Именно поради това енергийното въздействие върху океанското дъно е било огромно. Според последните данни издигането и пропадането на огромни участъци от дъното са били с разлика по вертикала от 9 – 10 метра. Плиткофокусните земетресения под океанското дъно са най-опасни от гледна точка на възникването на вълни цунами, защото енергията, отделена при земния трус, силно въздейства върху ландшафта и почти винаги възникват вълни цунами. Другото условие за възникването на цунами, освен малката дълбочина на огнището, е силата на труса. Приема се, че вълни цунами се предизвикват от земетресения с магнитуд, по-голям от 6-а степен по скалата на Рихтер.
Първоначалната измерена сила на труса е 6,8 по скалата на Рихтер, но по-късно тя е променена съответно на 8,5, 8,9 и 9,0. Само 3 земетресения в човешката история са били с по-голям магнитуд – голямото земетресение в Чили от 1960 г. (9,5), земетресението в Принц Уилям Саунд от 1964 г. (9,2) и земетресението на Андреановите острови (9,1). Месеци след земетресението учени установяват, че силата му най-вероятно е била 9,3 по скалата на Рихтер и голяма част от уредите дори не са успели да я засекат правилно. Впоследствие те стигат до окончателния резултат, който според техните изследвания е сила от 9,15 по скалата на Рихтер.
Хипоцентърът на основния трус се намира на координати 3,316°N, 95,854°E, на около 160 километра западно от Суматра, на дълбочина от 30 километра под океанското равнище. Самият трус е усетен в Бангладеш, Индия, Индонезия, Малайзия, Малдивите, Мианмар, Тайланд, Сингапур, Шри Ланка и дори в някои държави от Близкия изток и източните части на Африка.
В географски план земетресението обхваща огромен регион. Приблизително 1200 километра е дължината на разлома, който се премества с около 15 метра под натиска на 2-те тектонични плочи в региона – Индийската и Бирманската. Това пропадане не става мигновено, а на няколко етапа – в първия пропада площ с общи размери над 40 000 км2, което е абсолютен рекорд в историята на човечеството. Разломът пропада със скорост от около 2,8 км/сек. или около 10 000 км/ч. в северозападна посока за около 100 секунди. Следва пауза от около 1,5 мин., след което пропадането продължава на север към островите Андаман и Никобар. Тук скоростта значително намалява до 2,1 км/сек. или 7500 км/ч., което има пряк ефект върху размера на вълните цунами, появили се в този регион – те са значително по-малки и по-бавни от онези, ударили Индонезия, Индия и Шри Ланка, което чувствително намалява броя на жертвите в Тайланд, Малайзия, Мианмар и Бангладеш.
Само 3 дни по-рано, на 23 декември, трус със сила от 8,1 разлюлява необитаем регион близо до остров Макуери в Антарктида. Земетресенията от 8-а степен са редки и се случват средно веднъж годишно, а наличието на трусове от 8-а и 9-а степен в рамките на 4 дена е безпрецедентен случай. Интересен факт е, че точно една година преди този трус, на 26 декември 2003 г., над 30 000 души загиват, след като земетресение със сила 6,6 по скалата на Рихтер почти срива със земята древния град Бам в Иран.
В седмиците и месеците след първоначалния трус силни вторични трусове продължават ежедневно да разлюляват района. Най-мощният от тях е с магнитуд 8,7 и удря остров Ниас на 28 март 2005 г., убивайки близо 2000 души. Учените спорят дали това е вторичен трус или самостоятелно земетресение, тъй като такава сила (това е 7-о най-силно земетресение след 1900 г.) е необичайна за вторичен трус цели 3 мес. след първото земетресение. Трусове от 5-а и 6-а степен по скалата на Рихтер продължават да причиняват леки щети дори година по-късно, а специалистите предупреждават, че не е изключено повишената активност в региона да предизвика и други бедствия. Земетресението от 26 декември активизира вулканите Люсер и Таланг, както и древното езеро Тоба, кратер на супервулкан.
Общата енергия, произведена от труса, се изчислява на 3,35 ексоджаула, което се равнява на около 0,8 гигатона ТНТ, или цялата енергия, използвана от САЩ за 11 дни. Трусът е толкова силен, че цялата повърхност на Земята се е придвижала вертикално средно с около 1 см. Земетресението пренася толкова много енергия и такова количество вода, че денят 26 декември 2004 е по-кратък с 2,68 микросекунди, или около 1 / 1 000 000 000 от целия ден поради по-закръглената форма на Земята. Още по-впечатляващ е фактът, че някои по-малки острови близо до разломната линия са се преместили с 10 до 20 метра на север, а целият северен край на Суматра се е придвижил с 36 метра на югозапад. Андаманските и Никобарските острови са се изместили с около 4 метра в югозападна посока.

## Цунами
Рязката вертикална промяна в нивото на океанското дъно по време на земетресението предизвиква унищожителни вълни цунами, които опустошават крайбрежията на Индийския океан. Вълните цунами, като всички други вълни, се държат различно далеч от суша и близо до крайбрежието. Навътре в океана вълна цунами рядко надвишава 0,5 метър височина, но се движи със скорости между 500 и 1000 км/ч. – в този случай с около 920 км/ч. Когато наближи брега, вълната убива скоростта си до няколко десетки километра в час, но увеличава размерите си неколкократно. Изчислено е, че вълните, ударили полуостров Аче в Северна Суматра, са достигнали максимална височина от 24 до 30 метра, навлизайки до 2 километра навътре в сушата. Сборът на цялата енергия на вълните цунами надвишава 5 мегатона ТНТ (20 петаджаула). Това е близо 2 пъти повече от цялата енергия, произведена от всички експлозии и амуниции, използвани през Втората световна война (включително 2-те атомни бомби).
Тъй като разломната линия се движи от юг на север, най-големите вълни цунами се отправят на изток и на запад от нея. Бангладеш, въпреки че е държава близко до епицентъра и с гъсто населено ниско крайбрежие, дава само 2 жертви именно поради тази причина.
Поради големите разстояния цунамито удря по различно време – в Индонезия то опустошава крайбрежието само 15 мин. след земетресението, а в Сомалия удря цели 7 часа по-късно. Вълни цунами вземат човешки жертви дори в град Струисбааи в РЮА на близо 8500 километра от епицентъра на труса. Част от енергията се прехвърля и в Тихия океан, където вълни между 20 и 40 см са наблюдавани чак по западните крайбрежия на Северна и Южна Америка.
Въпреки разликата от няколко часа почти никой не подозира за опасността от цунами – в Индийския океан липсва система за предварителна евакуация и не съществува агенция за координация при подобни събития. Първоначалните информация за сила на труса от 6,1 също допринасят за липсата на информация, а докато стане ясна истинската сила на труса, вълните вече са достигнали Индия и Шри Ланка. Последното голямо цунами в Индийския океан датира от 1883 г. при изригването на Кракатау и поради тази причина мнозина дори не знаят за съществуването на такива вълни.
Минути преди цунамито да връхлети, океанът се отдръпва на стотици метри навътре, но това изиграва лоша шега на населението по крайбрежието, чийто основен поминък е риболовът. Цели семейства се втурват към изведнъж открилия се пясък, за да събират риба и мекотели, без да знаят, че оттеглящият се океан ще се завърне след броени минути.
Сред малкото места без жертва е остров Симеулуе, където през 1907 г. цунами убива голяма част от местното население. Островните предания са съхранили спомена за отдръпващия се океан и това спасява цялото население на острова, което, виждайки как морето се отдръпва, се евакуира към по-високите части на Симеулуе. На плажа Маи Као на остров Пукет в Тайланд момиченце от Англия (Тили Смит) предупреждава другите туристи, че отдръпващият се океан предвещава вълна цунами, тъй като няколко седмици по-рано е изнесло доклад на тази тема в училище. Останалите летовници се вслушват в съвета му и по този начин остават живи.
За разлика от повечето подобни случаи в Тихия океан тук става дума за няколко поредни вълни цунами, удряйки около 30 мин. една след друга. Най-силна е 3-та вълна, която достига крайбрежието около 1 час и 20 мин. след първата.
- Нормално водно равнище, плаж Ката Нои, Тайланд
- Минути преди третата вълна
- Най-високо равнище на водата, трета вълна

## Последствия
Дни след цунамито почти всички държави по света се обединяват в призивите си за дарения за пострадалите от бедствието. Правителствата събират над 4 милиарда долара, като най-много дават Австралия (820 милиона), Германия (660 милиона), Япония (500 милиона), Канада (300 милиона) и Норвегия (170 милиона). Открити са множество телефонни линии, SMS номера и специални уебсайтове за дарения, като приходите от тях многократно надхвърлят парите, дарени от правителствата. ООН и Световната здравна организация се заемат с тежката задача да осигурят подслон и храна на близо 2 милиона души в засегнатите региони, създаден е и специален фонд за реконструкцията на унищожените сгради и имущество.
Вероятно единствената добра новина, свързана със земетресението, е че вълните цунами отмиват пясъка и разкриват на археолозите считания за изгубен град Махабалипурам в Южна Индия.

## Щети и жертви
Земетресението и вторичните трусове предизвикват десетки вълни цунами, понякога погрешно наричани приливни вълни, които се стоварват върху бреговете на Индийския океан. По-голямата част от смъртните случаи са причинени именно от тези вълни, а не от самия трус, изключвайки жертвите в Индонезия.
Според последните данни на USGS загиналите са 283 100 души, за изчезнали се водят 14 100 души, а 1 126 900 души са останали без дом. Близо 1/3 от загиналите са деца, а над 9000 са загиналите туристи, повечето европейци. Европейските държави, дали най-много жертви, са Швеция и Германия, загубили общо над 900 свои граждани.
След земетресението е обявено извънредно положение в Шри Ланка, Индонезия и Малдивите. ООН обявяват, че операцията по премахване на щетите ще е най-скъпата в историята. Генералният секретар Кофи Анан споделя пред журналисти, че възстановяването ще отнеме между 5 и 10 години. Много правителства и неправителствени организации изразяват опасения, че броят на жертвите може да се увеличи поради опасността от епидемии и глад, но огромните дарения и обединението на световното общество около инициативата за сътрудничество предотвратяват подобно развитие на ситуацията.
По брой жертви това земетресение се нарежда на второ място след това в Шънси през 1556 г., но цунамито е най-разрушителното в човешката история.